# 활옷
활옷(闊-)은 활의(闊衣)라고도 하며, 원래는 조선 시대 공주와 옹주의 대례복이었으나 나중에는 서민의 혼례복으로도 이용되었다. 모양은 원삼과 비슷하지만 소매가 넓고 붉은색 비단에 노란색, 다홍색, 남색의 색동과 흰색 한삼을 달고, 가슴·등·소매 끝에는 연꽃, 모란 등으로 화려하게 수놓았다.

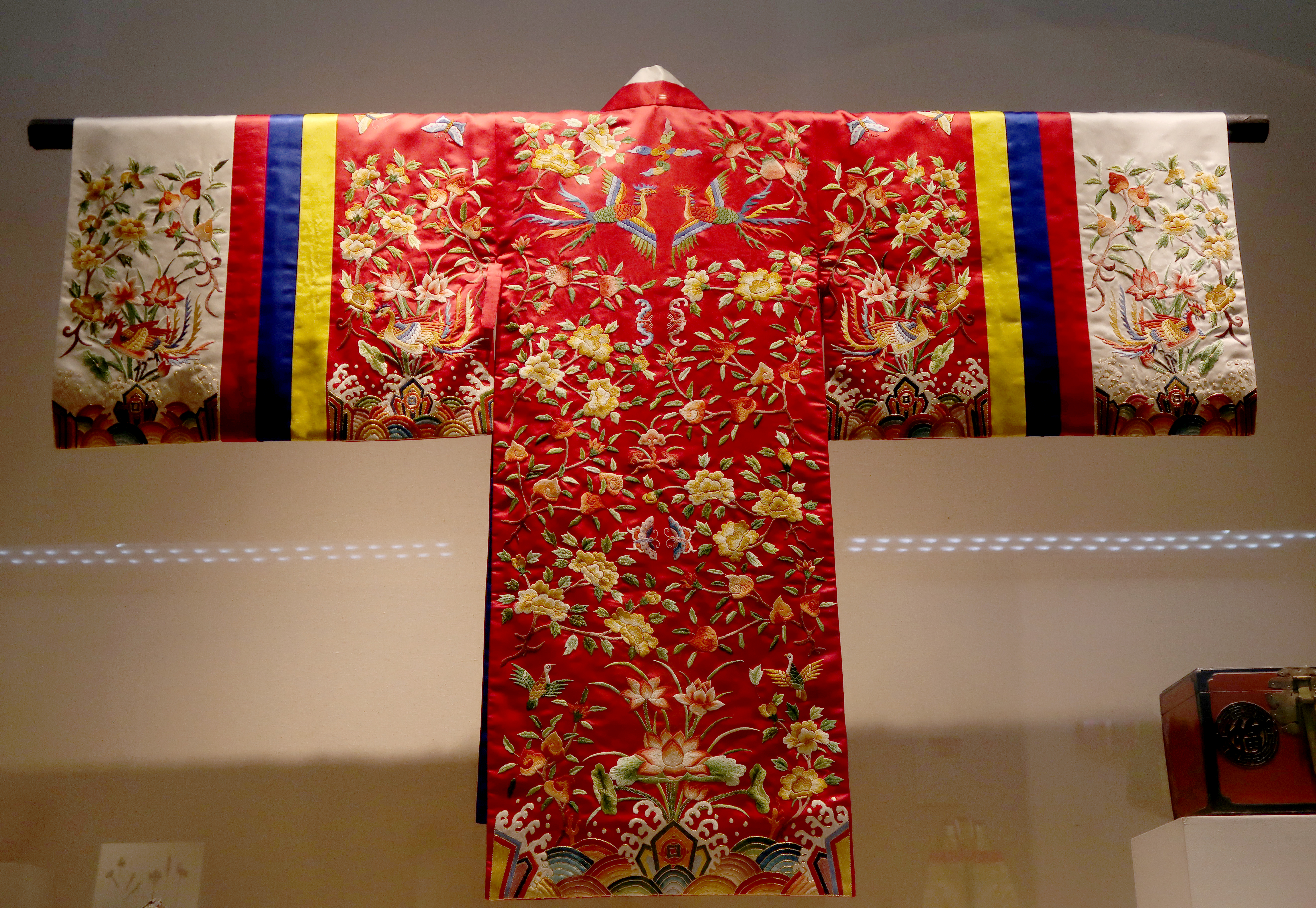
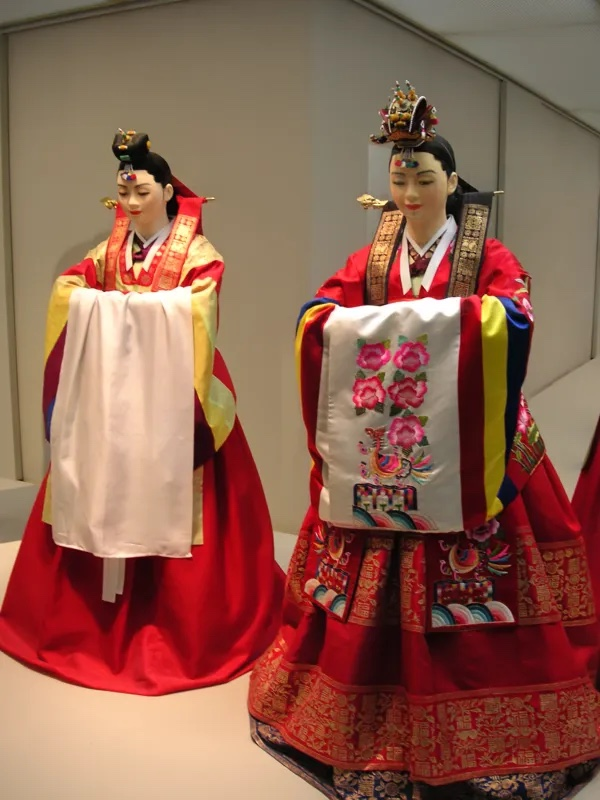
활옷
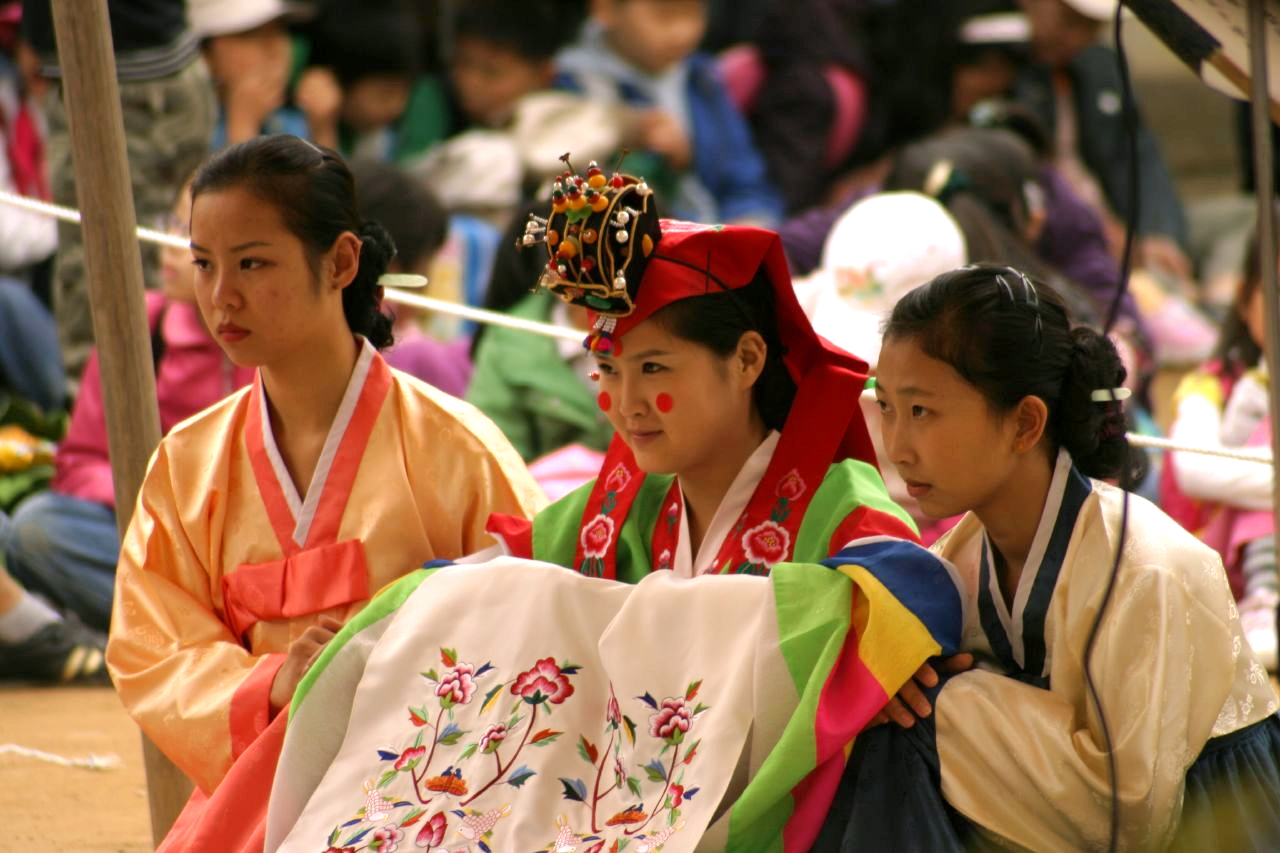
결혼식

## 같이 보기
- 가체
- 한복
- 화관
- 족두리